# Renée
Renée è un dipinto a olio su tela (61 x38 cm) realizzato nel 1917 dal pittore italiano Amedeo Modigliani.
È esposto presso il Museo d'Arte di San Paolo in Brasile.
La donna ritratta è Renée Gros, la moglie di Moise Kisling, pittore e amico di Modigliani.